# Municipio de Gratis
El municipio de Gratis (en inglés: Gratis Township) es un municipio ubicado en el condado de Preble en el estado estadounidense de Ohio. En el año 2010 tenía una población de 4408 habitantes y una densidad poblacional de 46,32 personas por km².

## Geografía
El municipio de Gratis se encuentra ubicado en las coordenadas 39°36′26″N 84°31′30″O / 39.60722, -84.52500. Según la Oficina del Censo de los Estados Unidos, el municipio tiene una superficie total de 95.16 km², de la cual 94,65 km² corresponden a tierra firme y (0,54 %) 0,51 km² es agua.

## Demografía
Según el censo de 2010, había 4408 personas residiendo en el municipio de Gratis. La densidad de población era de 46,32 hab./km². De los 4408 habitantes, el municipio de Gratis estaba compuesto por el 98,23 % blancos, el 0,36 % eran afroamericanos, el 0,32 % eran amerindios, el 0,11 % eran asiáticos, el 0,14 % eran de otras razas y el 0,84 % eran de una mezcla de razas. Del total de la población el 0,27 % eran hispanos o latinos de cualquier raza.